# Пеннелл, Джозеф
Джозеф Пеннелл (англ. Joseph Pennell; 4 июля 1857, Филадельфия, Пенсильвания, США — 23 апреля 1926, Нью-Йорк, США) — американский художник и писатель.

## Биография
Джозеф Пеннелл родился и вырос в Филадельфии. Он как и его друг Джеймс Уистлер поселился в Лондоне и преподавал в Школе изящных искусств Слейда. Джозеф выиграл золотую медаль на Всемирной выставке 1900 года и Всемирной выставке 1904 года. Он также преподавал в Лиге студентов-художников Нью-Йорка.

## Работы
Пеннелл делал офорты с изображением достопримечательностей Филадельфии. Его главными направлениями в графике были офорт, литография и иллюстрация.
Он написал и проиллюстрировал антисемитскую книгу The Jew at Home: Impressions of a Summer and Autumn Spent with Him (1892), основанную на его путешествиях по Европе. Джозеф выпустил и другие книги, многие из них в соавторстве со своей женой Элизабет Робинс Пеннелл. В 1886 году он опубликовал Two Pilgrim’s Progress, иллюстрированную книгу о своём путешествии с Элизабет из Флоренции в Рим на тяжёлом трёхколесном велосипеде. Пеннеллы написали биографию Уистлера в 1906 году, и после некоторых судебных разбирательств с его душеприказчиком о праве использовать его письма, книга была опубликована в 1908 году. В 1912 году Пеннелл отправился в Панаму, чтобы сделать литографии Панамского канала, который тогда всё ещё строился.
Джозеф посетил Сан-Франциско в марте 1912 года, где провёл выставил серию «муниципальных субъектов». Они были выставлены в декабре 1912 года в «престижной галерее Vickery, Atkins & Torrey». Вполне возможно, что визит Пеннелла вдохновил сан-францисских гравёров Роберта Харша и Педро Лемоса, а также скульптора Ральфа Стэкпола и художника Готтардо Пьяццони основать в 1912 году Калифорнийское общество гравёров.
Пеннелл разработал плакат для четвёртой кампании Облигации Свободы 1918 года. На ней был изображен вход в бухту Нью-Йорка, подвергшийся воздушной и морской бомбардировке, а также частично разрушенная Статуя Свободы.

## Галерея

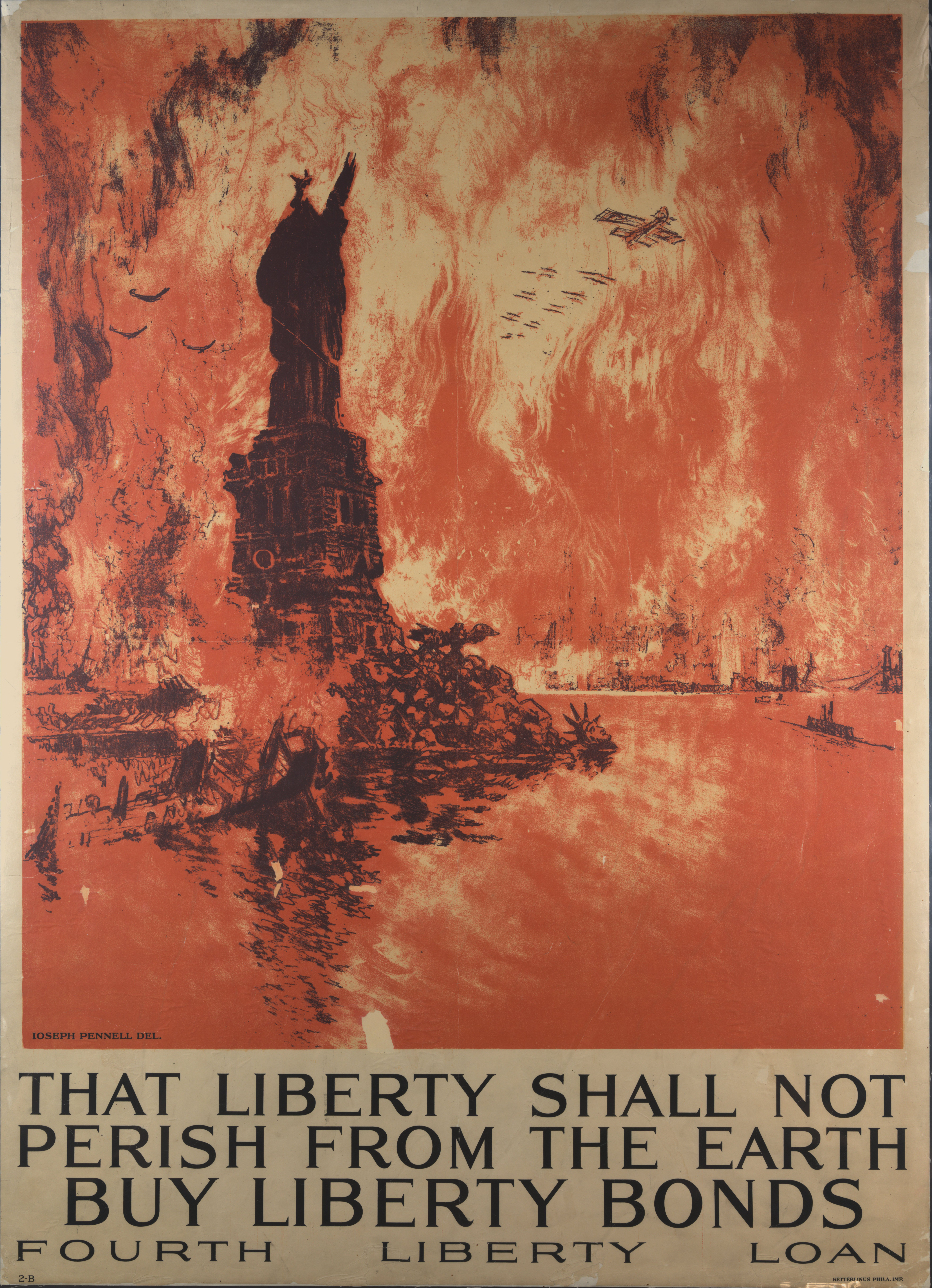
That Liberty Shall Not Perish from the Earth, 1918
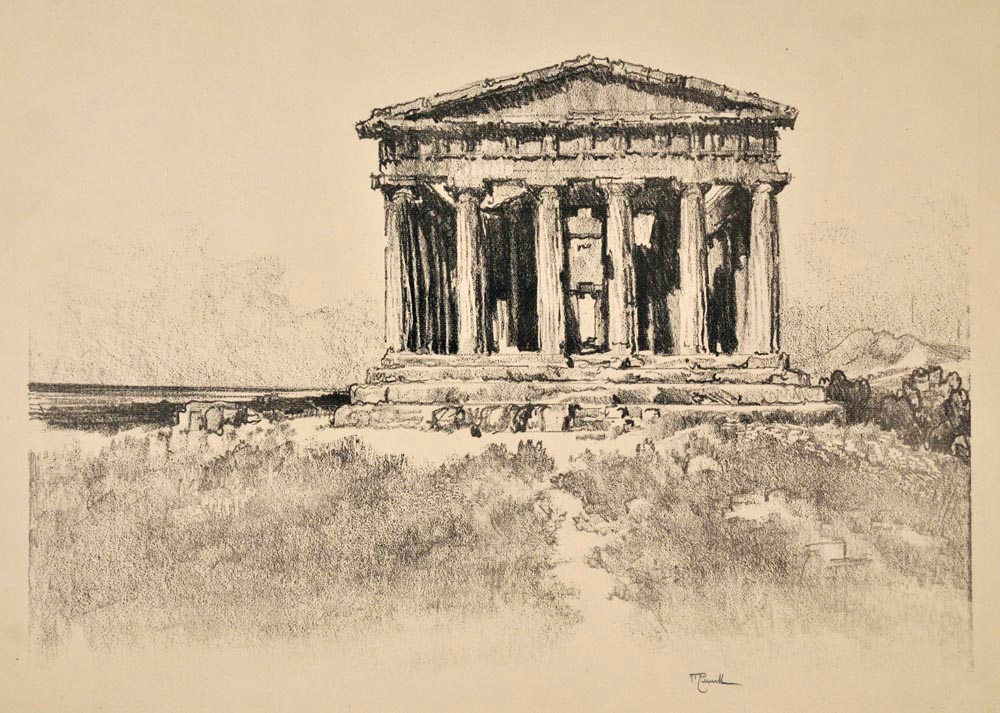
The Temple by the Sea, 1913
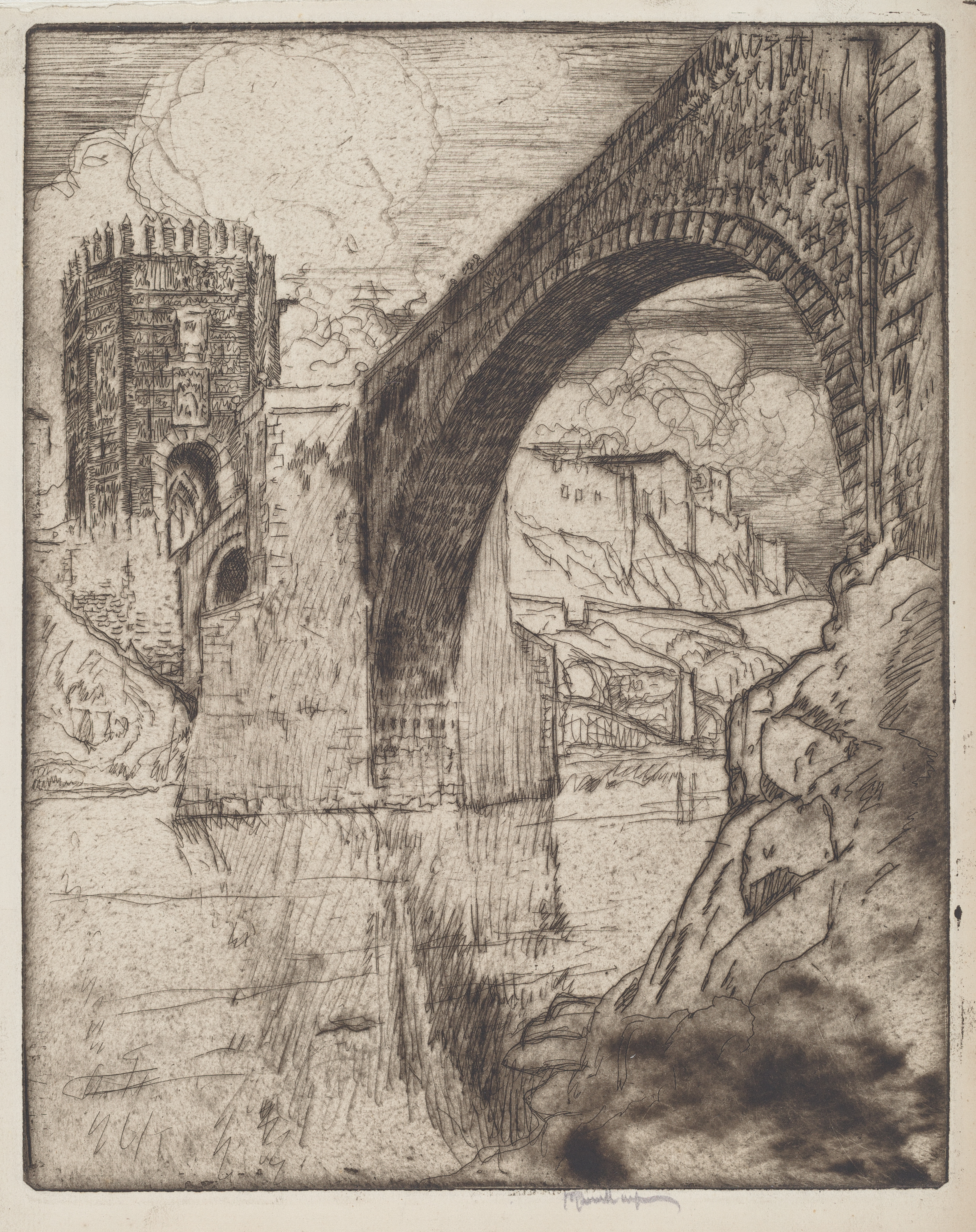
Arch of Bridge of Alcantara, 1904
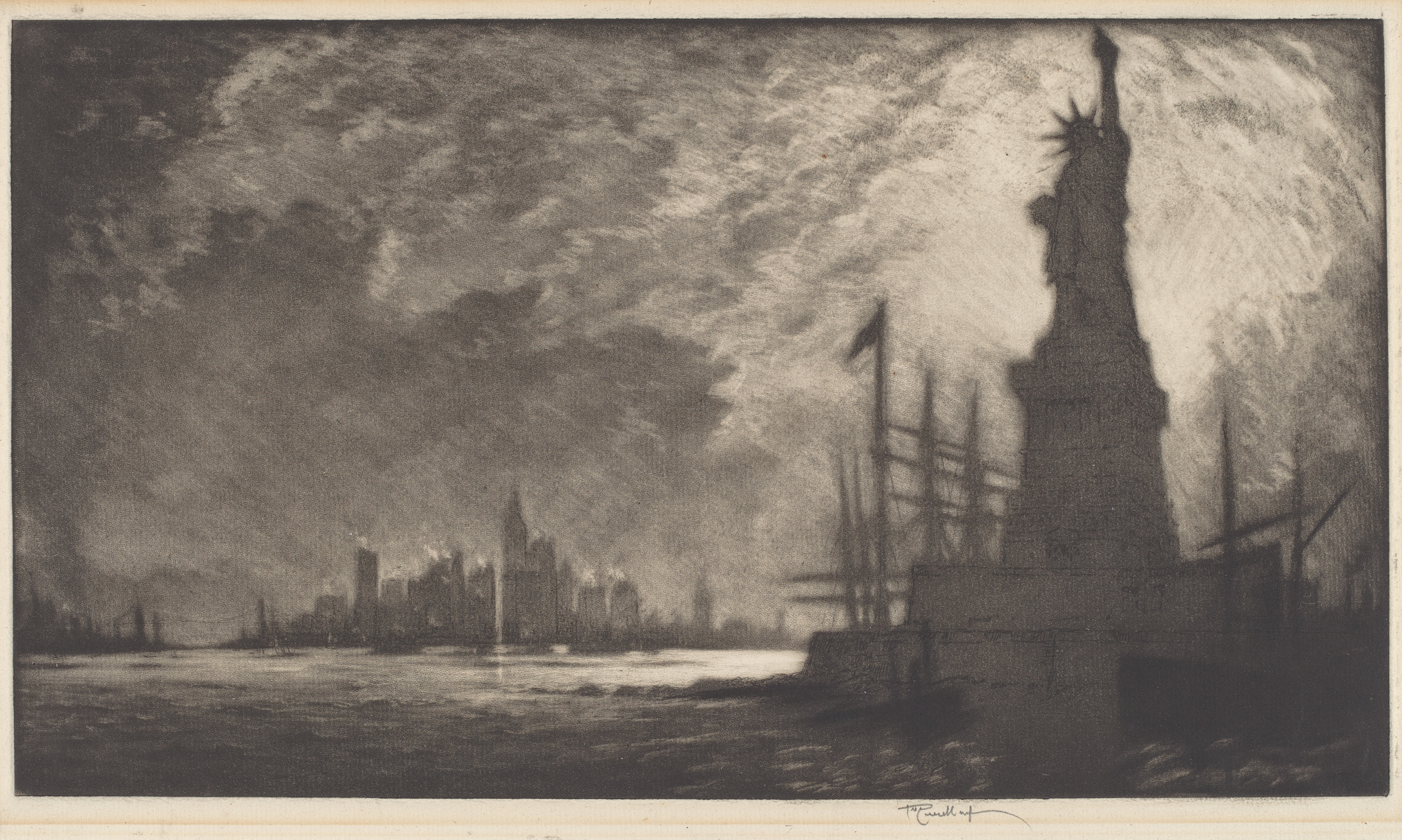
Hail America, 1909
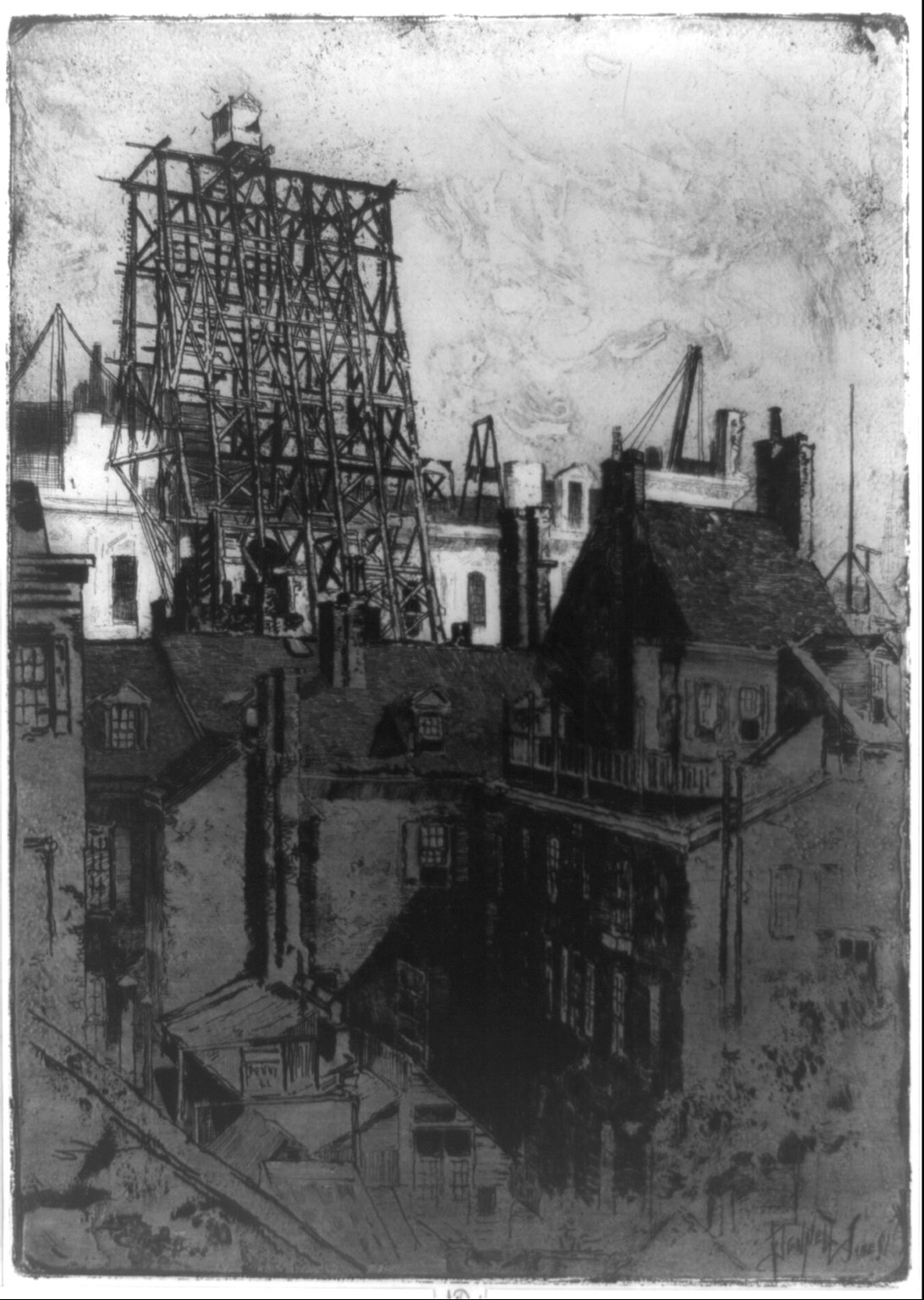
Public buildings, Phila., 1881